# Lyle ed Erik Menéndez
Joseph Lyle Menéndez (New York, 10 gennaio 1968) ed 
Erik Galen Menéndez (Blackwood, 27 novembre 1970) sono due criminali statunitensi. Nel 1989 uccisero i propri genitori, José e Mary Louise "Kitty", nella loro casa di Beverly Hills. Furono arrestati nel 1990 e nel 1996 furono condannati all'ergastolo senza possibilità di liberazione condizionale.

Lyle ed Erik Menéndez nel 1989

Hanno dichiarato di aver commesso il crimine in seguito ad anni di abusi sessuali e psicologici da parte del padre. Una linea di difesa che è stata portata avanti è che i fratelli avessero la sensazione che la loro vita fosse in pericolo a causa della condizione psicologica causata dagli abusi, denominata battered child syndrome (sindrome del bambino picchiato) e per questo abbiano agito per legittima difesa.

## Background familiare
José Menéndez era nato all'Avana, Cuba, il 6 maggio 1944. Migrato negli Stati Uniti nel 1960, si laureò alla Southern Illinois University e in seguito conseguì un Master in economia al Queens College, New York. José conobbe sua moglie, Mary Louise "Kitty" Andersen (n. 1941), quand'era studente in Illinois e i due si sposarono nel 1963. Lyle ed Erik nacquero rispettivamente nel 1968 e nel 1970, quando la famiglia viveva a Hopewell in New Jersey.
José lavorò come dirigente per la Hertz Global Holdings, un'azienda di noleggio di automobili, e in seguito per la RCA. Nel 1986 divenne CEO della Artisan Entertainment e la famiglia traslocò a Beverly Hills, Hollywood. Erik fu iscritto alla Beverly Hills High School, dove si diplomò l'anno seguente con voti non brillanti, ma dimostrando un certo talento per il tennis. Lyle invece entrò a Princeton, ma fu sospeso per i bassi voti e per aver plagiato un elaborato.
Nell'estate del 1976, una cugina di Lyle ed Erik, Diane Vander Molen, si trasferì per qualche tempo a casa dei Menéndez. Lyle le disse di aver subito abusi sessuali dal padre José e che anche Erik ne era vittima. Diane in seguito sostenne di aver riferito degli abusi a Kitty Menéndez, ma che questa prese le difese del marito e mise Lyle in punizione, dopo di che la cosa non fu più menzionata. Le accuse furono sostenute dalla sorella maggiore di Kitty, Joan, in un'intervista per People nel 2017, ma non dal fratello, Milton Andersen. Durante il processo, i fratelli Menéndez sostennero che gli abusi su Lyle si erano interrotti nel 1976, quando il ragazzo aveva circa otto anni, e che allo stesso tempo erano cominciati quelli su Erik.

## Crimini
La sera del 20 agosto 1989, José e Kitty erano nella loro villa di Beverly Hills quando Lyle ed Erik entrarono in casa, portando dei fucili da caccia. José fu colpito sei volte, tra cui un colpo mortale alla nuca con un fucile da caccia Mossberg calibro 12, mentre Kitty fu colpita in totale dieci volte. Prima del colpo mortale alla guancia, Kitty cercó di fuggire strisciando. Lyle corse alla sua macchina per ricaricare prima di spararle il colpo mortale al viso. Subito dopo gli omicidi, entrambi i fratelli rimasero in casa, convinti che la polizia sarebbe intervenuta a causa del rumore degli spari.
Quando la polizia arrivò, i fratelli dissero loro che gli omicidi erano avvenuti mentre erano al cinema a guardare Batman e a partecipare al festival "Taste of LA" al Santa Monica Civic Auditorium. La polizia non chiese ai fratelli di sottoporsi a test sui residui di sparo, che avrebbero indicato se avevano sparato di recente con un'arma da fuoco. Nei mesi successivi agli omicidi, i fratelli iniziarono a spendere in modo esagerato in articoli di lusso, attività commerciali e viaggi. Lyle acquistò il Chuck's Spring Street Cafe, un ristorante di Buffalo wings a Princeton, nel New Jersey, così come un orologio Rolex e una Porsche 930. Erik assunse un allenatore di tennis a tempo pieno e partecipò a una serie di tornei in Israele.
Alla fine i fratelli lasciarono la villa di Beverly Hills vuota, scegliendo di vivere in condomini adiacenti nella vicina Marina del Rey. Cenarono anche in modo costoso e fecero viaggi all'estero nei Caraibi e a Londra. Complessivamente, spesero circa 700 000 dollari prima del loro arresto; i membri della famiglia in seguito contestarono una connessione tra le loro spese e l'omicidio dei loro genitori, sostenendo che non ci furono cambiamenti nelle loro abitudini di spesa dopo gli omicidi.
Ad un certo punto, i due assistettero anche ad una partita di basket dei New York Knicks, match diventato famoso quando i due fratelli apparirono a bordo campo sullo sfondo di una figurina di Mark Jackson.

## Indagini
Durante le prime fasi dell'indagine, la polizia cercò di restringere la ricerca ai sospettati che avevano dei motivi per uccidere José e Kitty e inizialmente indagò anche su potenziali indiziati mafiosi. Mentre l'indagine proseguiva, iniziarono a sospettare che i fratelli fossero i colpevoli più probabili a causa dell'evidente movente finanziario e delle loro spese esorbitanti dopo gli omicidi. Nel tentativo di ottenere una confessione da Erik, la polizia fece in modo che il suo amico, Craig Cignarelli, indossasse una microspia durante un pranzo con Erik in un ristorante locale sulla spiaggia. Quando Cignarelli chiese a Erik se avesse ucciso i suoi genitori, Erik negò. Erik alla fine confessò al suo psicologo, Jerome Oziel, che poi a sua volta lo raccontò alla sua amante, Judalon Smyth. In seguito Oziel ruppe con Smyth e in un impeto di rabbia lei raccontò alla polizia del coinvolgimento dei fratelli.
Di conseguenza Lyle fu arrestato l'8 marzo 1990 ed Erik si consegnò tre giorni dopo, dopo essere tornato a Los Angeles da Israele. Entrambi vennero trattenuti senza cauzione e incarcerati separatamente. Nell'agosto del 1990, il giudice James Albrecht stabilì che i nastri delle conversazioni tra Erik e Oziel erano prove ammissibili poiché Oziel aveva dichiarato che Lyle lo aveva minacciato e violato il privilegio medico-paziente. La sentenza di Albrecht fu appellata, dopo di che il procedimento fu ritardato di due anni.
La Corte Suprema della California stabilì, nell'agosto del 1992, che la maggior parte dei nastri fosse ammissibile, ad eccezione di quello in cui Erik discuteva dell'omicidio dei genitori. In seguito a tale decisione, una giuria popolare della contea di Los Angeles emise atti di accusa nel dicembre dello stesso anno, incriminando i fratelli per l'omicidio dei loro genitori.

## Il processo
Durante il processo, i fratelli dichiararono di aver commesso gli omicidi per paura che i genitori li uccidessero dopo che i figli avevano minacciato di denunciarli per gli anni di abusi sessuali, emotivi e fisici: tanto che i due fratelli descrissero il padre come un "crudele pedofilo maniaco del controllo". Allo stesso tempo, i due definirono la loro madre un'alcolista e tossicodipendente egoista e mentalmente instabile, che non si era mai opposta alla violenza del marito nei confronti dei bambini, ma anzi incoraggiò sempre il comportamento del marito, partecipando anch'ella agli abusi fisici sui figli. 
Come prima prova a dimostrazione degli abusi subìti, testimoniò il cugino dei fratelli, Andy Cano, che dichiarò che da bambino Erik gli avesse raccontato degli abusi sessuali, descritti dai fratellini come "massaggi al pene" e "rapporti orali" che il padre li costringeva a praticargli. Anche un'altra cugina dei fratelli, Diane Vander Molen, dichiarò di aver raccontato una volta a Kitty delle molestie sessuali di José su Lyle, ma anche che Kitty non le credette. Come prova fisica degli abusi, l'avvocato difensore dei fratelli, Leslie Abramson, presentò varie fotografie presumibilmente scattate da José ai genitali di Lyle ed Erik quando questi ultimi erano bambini.
L'accusa contro i fratelli sostenne invece che i due commisero il delitto solo per ereditare il patrimonio del padre multimilionario. Tuttavia i due fratelli sostennero che al momento degli omicidi sapevano di essere stati già diseredati dal padre. 
I due fratelli vennero inizialmente processati separatamente, con una giuria per ciascun fratello.
Tuttavia, entrambe le giurie si arenarono, con conseguente nullità del processo. Per il secondo processo, furono processati insieme da un'unica giuria che li dichiarò colpevoli. Entrambi i fratelli vennero condannati all'ergastolo senza possibilità di liberazione condizionale.

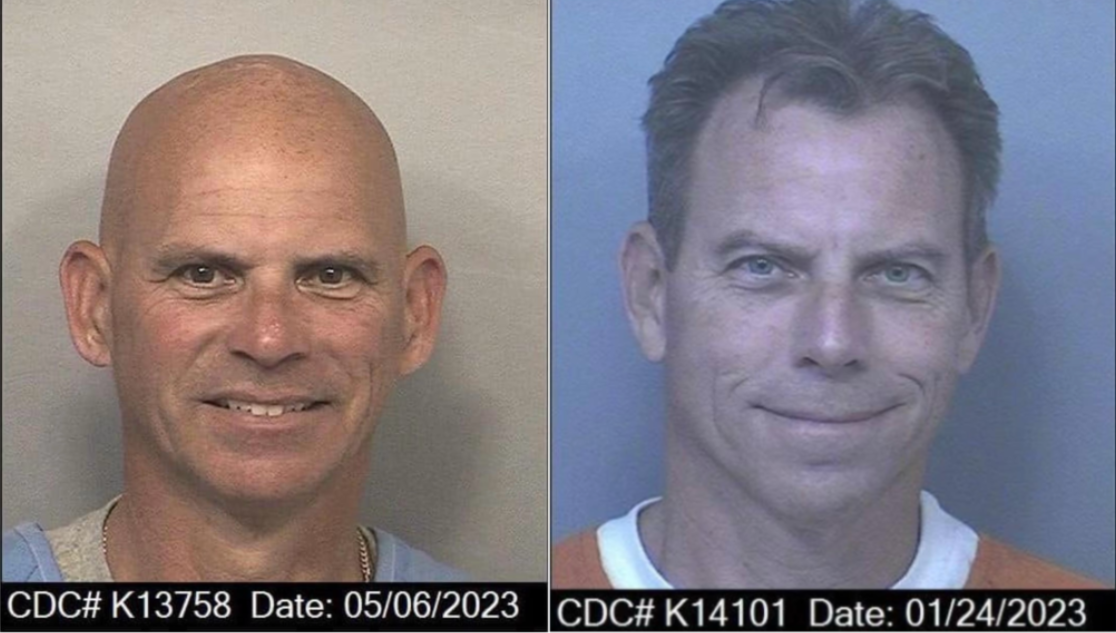
Foto segnaletiche dei fratelli nel 2023

## Detenzione
Come nella loro detenzione preventiva, il Dipartimento di correzione della California separò i fratelli e li mandò in prigioni diverse. Poiché essi erano considerati detenuti di massima sicurezza, furono tenuti separati dagli altri prigionieri. Rimasero in prigioni separate fino a febbraio 2018, quando Lyle fu trasferito dalla prigione statale di Mule Creek alla Richard J. Donovan Correctional Facility, dove furono ospitati in unità separate. Erik trascorse anche un po' di tempo nella prigione di Pleasant Valley a Coalinga, California.
Il 4 aprile 2018 Lyle fu trasferito nella stessa prigione di Erik, e i due fratelli furono riuniti per la prima volta da quando avevano iniziato a scontare la pena quasi 22 anni prima. I due sono scoppiati a piangere e si sono abbracciati al loro primo incontro in prigione. La prigione in cui attualmente sono ospitati è riservata ai detenuti che accettano di partecipare a programmi di istruzione e riabilitazione senza creare interruzioni. 

### Matrimoni in carcere
La detenzione non impedì ai due fratelli di proseguire la propria vita e di sposarsi. Infatti, il 2 luglio 1996, Lyle Menéndez sposò la fidanzata Anna Eriksson in una cerimonia a cui presenziarono l'avvocato difensore Abramson e sua zia Marta Menéndez, officiata dal giudice Nancy Brown; i due tuttavia divorziarono il 1º aprile 2001. Nel novembre 2003 Lyle si è risposato con Rebecca Sneed in un'area visite della prigione statale di Mule Creek, dopo essersi conosciuti circa dieci anni prima del fidanzamento.
Il 12 giugno 1999 Erik si sposò con Tammi Ruth Saccoman, nella sala d'attesa della prigione di Folsom State. Nel 2005 per ABC News Tammi ha definito la sua relazione con Erik "qualcosa che ho sognato da molto tempo. Ed è semplicemente qualcosa di molto speciale che non avrei mai pensato di avere".

## La riapertura del caso
Nel maggio 2023 il caso è stato riaperto, poiché i fratelli hanno depositato documenti chiedendo una nuova udienza, basata su prove inedite appena scoperte, che dimostrerebbero le molestie sessuali che il padre Josè perpetrò non solo contro di loro, ma anche contro il capo della boy band portoricana dei Menudo, Roy Rosselló, quando quest'ultimo era un ragazzino. In particolare, il 18 aprile 2023, in un'intervista, Rosselló ha dichiarato di essere stato drogato e violentato da José Menéndez quando era in visita alla casa dei Menéndez nel New Jersey, all'età di 14 anni.

## Nella cultura di massa
Delle vicende dei fratelli Menéndez nel corso degli anni sono state realizzate molteplici opere video, come documentari, film e serie TV.

### Documentari
- Nel maggio 2023 Peacock ha pubblicato una serie di documentari intitolata Menendez + Menudo: Boys Betrayed, in cui l'ex membro dei Menudo Roy Rosselló afferma di essere stato aggredito sessualmente da adolescente da José Menéndez;[27]
- Nel 2024 i fratelli sono stati protagonisti del terzo episodio di Mastermind: To Think Like a Killer.[28]
- Successivamente all'uscita della seconda stagione della serie antologica Monster, incentrata sulla vicenda, Netflix distribuisce il documentario The Menendez Brothers il 7 ottobre 2024

### Film

#### Televisione
- Nel 1994 il film per la televisione Onora il padre e la madre: la vera storia degli omicidi dei Menéndez vede romanzate le vicende dei protagonisti Lyle ed Erik Menéndez, interpretati rispettivamente da Billy Warlock e David Berón;
- Nel 2017 i fratelli Menéndez sono stati protagonisti del film televisivo Menendez: Blood Brothers, interpretati rispettivamente da Nico Tortorella (Lyle) e da Myko Olivier (Erik).

### Serie TV
- Nel 2017 i fratelli Menéndez sono stati protagonisti della serie tv Law & Order True Crime, interpretati rispettivamente da Miles Gaston Villanueva (Lyle) e da Gus Halper (Erik).
- La seconda stagione della serie televisiva antologica Monster di Ryan Murphy, distribuita su Netflix nel 2024, è incentrata sui fratelli.[29][30] Cooper Koch e Nicholas Chavez sono stati scelti per interpretare rispettivamente Erik e Lyle, mentre Javier Bardem e Chloë Sevigny per interpretare i genitori José e Kitty.[31]

### Citazioni e riferimenti
- Vengono mostrati nel finale del film Assassini Nati (1994) di Oliver Stone, durante le immagini di archivio.
- Nel 1994 la band grindcore/death metal Brujeria mise sul lato B del disco formato 7" intitolato El Patrón, un pezzo dedicato ai fratelli: Hermanos Menéndez
- Nella commedia Scemo & più scemo (1994), si può sentire un episodio di A Current Affair che i due protagonisti guardano in TV, che spiega: "Oggi entreremo all'interno della casa dell'avvocato dei fratelli Menéndez…";
- Nel 1994 il telefilm Willy, il principe di Bel-Air ha fatto vari riferimenti comici al caso Menéndez;

- Nel 1999, un episodio della prima stagione di Law & Order - Unità vittime speciali è liberamente ispirato al caso Menéndez;
- Nel 1999, nella prima stagione de I Soprano, Junior Soprano fa riferimento al caso dei fratelli;
- Nel 2008 un episodio della terza stagione della serie 30 Rock, vede Tracy Jordan fare numerosi riferimenti ai fratelli Menéndez perché teme che i suoi figli possano tentare di ucciderlo per la sua ricchezza, esattamente come la Corte Suprema credette dei Menéndez;
- Nel 2010 i fratelli Menéndez sono stati citati da Bobby Singer nell'episodio 12 della sesta stagione della serie Supernatural;
- Nella serie Netflix That '90s Show di Netflix, il personaggio Red fa riferimento ai fratelli Menéndez mentre parla con sua moglie Kitty.